# Dan Piraro
Daniel Charles Piraro (né en 1958 à Kansas City) est un dessinateur humoristique américain, créateur de la série de gags Bizarro, lancée en janvier 1985.

## Œuvres
- Bizarro 1 : Bizarro-ci, Bizarro-là !, 2020, éditions Caurette, 64 p.  (ISBN 9791096315383)
- Bizarro 2 : Carto(o)n plein, 2020, éditions Caurette, 128 p.  (ISBN 9791096315420)

## Prix et récompenses
- 2000-2002 : Prix de la National Cartoonists Society du dessin d'humour pour Bizarro
- 2009 : Prix Reuben pour Bizarro
- 2016 : Prix de la National Cartoonists Society du dessin d'humour pour Bizarro